# Jaroslav Seifert
Jaroslav Seifert, češki pesnik, pisatelj, publicist in prevajalec, nobelovec, * 23. september 1901, Žižkov, Avstro-Ogrska, † 10. januar 1986, Praga, Češkoslovaška.
Je edini češki dobitnik Nobelove nagrade za književnost.

## Življenje
Jaroslav Seifert se je rodil leta 1901 v Žižkovu, današnji mestni četrti Praga 5. Že v srednji šoli je začel s pisanjem pesmi, ki so od leta 1919 naprej izhajale v različnih časopisih in revijah. Z drugimi levičarsko usmerjenemi literati so leta 1920 ustanovili skupino Devětsil. Leta 1921 je izšla njegova prva pesniška zbirka Mesto v solzah (Město v slzách). V dvajsetih letih prejšnjega stoletja je postal eden vodilnih predstavnikov češke avantgarde, takrat je pisal predvsem proletarsko, socialistično poezijo, ki se je preobrazila v literarno smer poetizem (poetismus). Vseskozi je objavljal tudi novinarske prispevke ter urednikoval v različnih časopisih in glasilih.
S kolegi iz Devětsila se je leta 1921 včlanil v Komunistično partijo Češkoslovaške (KSČ), iz katere pa je bil pred vojno zaradi protestiranja proti stalinizaciji partije izključen. Po drugi svetovni vojni je na volitvah podpiral Češkoslovaške socialne demokrate (ČSSD).
Konec 20. let se je poročil z Mario Ulrichovo, s katero sta imela dva otroka.
Že leto pred začetkom druge svetovne vojne na Češkoslovaškem se je vrnil k pisanju politično nastrojenih, družbenokritičnih pesmi, kar se je s potekom vojne in prihodom nemške okupacije le še stopnjevalo.
Leta 1949 se je invalidsko upokojil in ostal le še poklicni pesnik oziroma pisatelj. Že leto kasneje je zaradi kritike oblasti dobil dveletno prepoved objavljanja, v javno življenje in pesniško objavljanje se je vrnil leta 1956, še bolj pa med liberalizacijo Češkoslovaške v 60. letih, ko mu je bil podeljen naziv narodnega umetnika. V povojnem obdobju njegovo poetiko zaznamujejo tematike domovine, otroštva in ljubezni, medtem ko v 60. letih po bolezni Seifert spremeni poetiko in njegove značilne optimistične motive otroštva, doma, ženske, ljubezni, mladosti in Prage mestoma nadomestijo eksistencialni motivi smrti in trpljenja. Poleg spremenjene motivike prav tako spremeni svoj verz, ki postane prosti, manj je tudi rimanja.
Nasprotoval je invaziji držav Varšavskega pakta na Češkoslovaško leta 1968, toda po normalizaciji in ponovni vzpostavitvi bolj stroge komunistične oblasti ga je zaradi priljubljenosti in avtoritete novi režim prisilno upokojil, do konca 70. let so tako izhajali predvsem ponatisi starih zbirk in le malo novih pesmi. Kljub dogovoru o umiku iz javnega življenja je bil leta 1976 eden prvih podpisnikov Listine 77, iniciative, ki je kritizirala odnos oblasti na Češkoslovaškem do človekovih in državljanskih pravic. 
Leta 1984 je Seifert postal prvi (in zaenkrat edini) češki dobitnik Nobelove nagrade za književnost. Pesnik je bil takrat star že 83 let in slabega zdravja, zato je nagrado v njegovem imenu prevzela hčerka Jana. Umrl je v začetku leta 1986.

## Delo

##### Poezija
- Mesto v solzah (Město v slzách, 1921)
- Samo ljubezen (Samá láska, 1923)
- Na valovih TSF (Na vlnách TSF, 1925)
- Slavík zpívá špatně (1926)
- Poštovní holub (1929)
- Jablko z klína (1933)
- Ruce Venušiny (1936)
- Zbogom pomlad (Jaro, sbohem, 1937)
- Ugasnite luči (Zhasněte světla, 1938)
- Vějíř Boženy Němcove (1940)
- Světlem oděná (1940)
- Kamniti most (Kamenný most, 1944)
- Přilba hlíny (1945)
- Roka in ogenj (Ruka a plamen, 1948)
- Šel malíř chudě do světa (1949)
- Píseň o Viktorce (1950)
- Maminka (1954)
- Chlapec a hvězdy (1956)
- Koncert na otoku (Koncert na ostrově, 1965)
- Odlevání zvonů (1967)
- Halleyjev komet (Halleyova kometa, 1967)
- Morový sloup (1968–1970)
- Deštník z Piccadilly (1979)
- Biti pesnik (Býti básníkem, 1983)

#### Spomini
- Hvězdy nad rajskou zahradou (1929)
- Vse lepote sveta (Všecky krásy světa, 1979)

V slovenščino sta prevedena le zbirka Koncert na otoku in spomini Vse lepote sveta, ki sta izšla v zbirki Nobelovci leta 1985 v prevodu Dušana Ludvika s spremno besedo Janka Modra. Poleg tega lahko najdemo tudi posamezne pesmi v periodičnem tisku.